# Mata de Alcántara
Mata de Alcántara is een gemeente in de Spaanse provincie Cáceres en in de regio Extremadura. Mata de Alcántara heeft 314 inwoners (1 januari 2016).

## Burgemeester
De burgemeester Mata de Alcántara is Luis Amado Galán Hernández.

## Geografie
Mata de Alcántara ligt op 18 kilometer van de grens van Portugal, en ligt op een schiervlakte van de rivier de Salor. Mata de Alcántara ligt op de linkeroever van de rivier de Taag en ligt daarbij 332 meter hoog. 

## Demografische ontwikkeling
Bron: INE, 1857-2011: volkstellingen

## Galerij

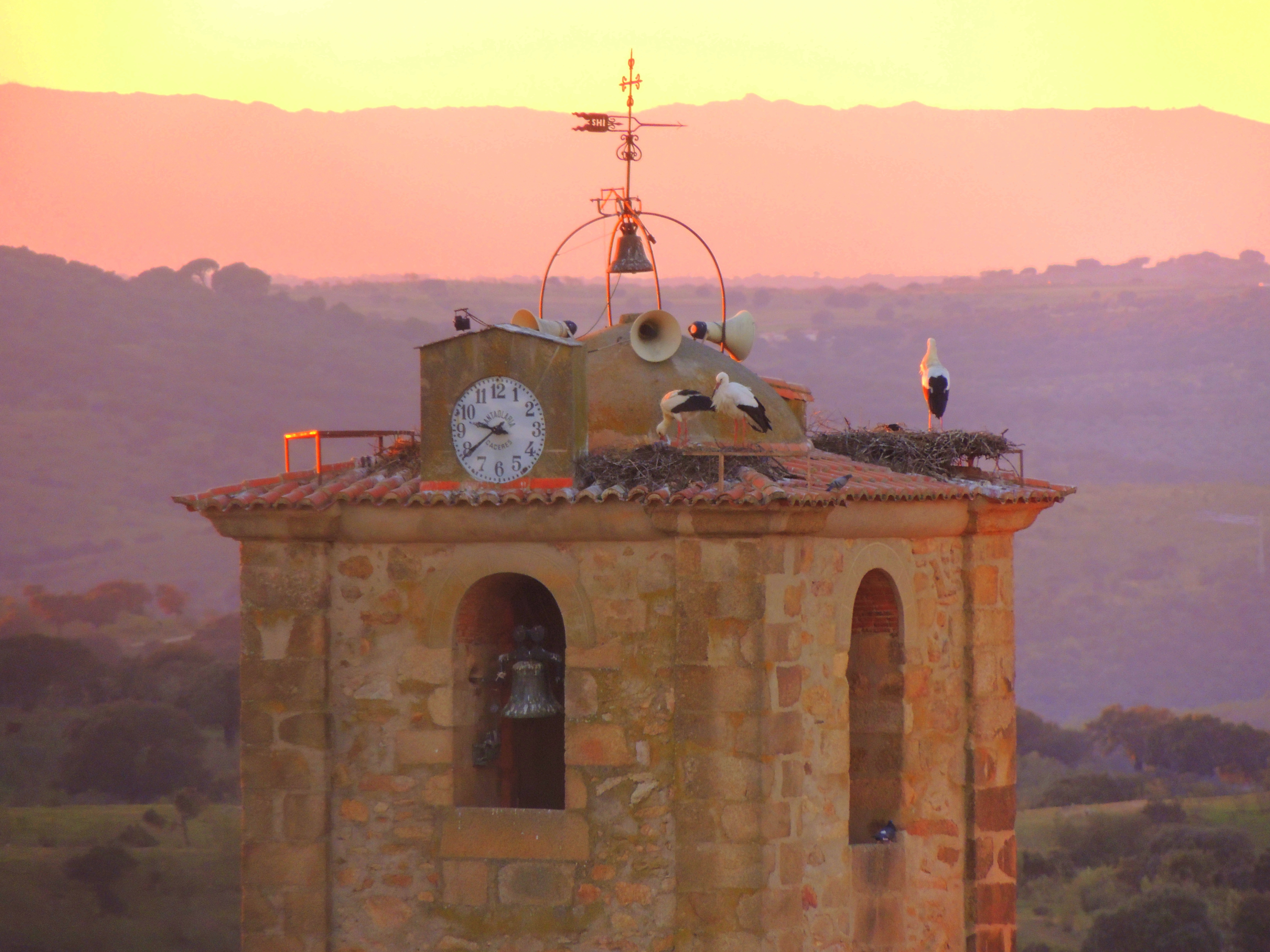
Toren van de kerk van Mata de Alcántara
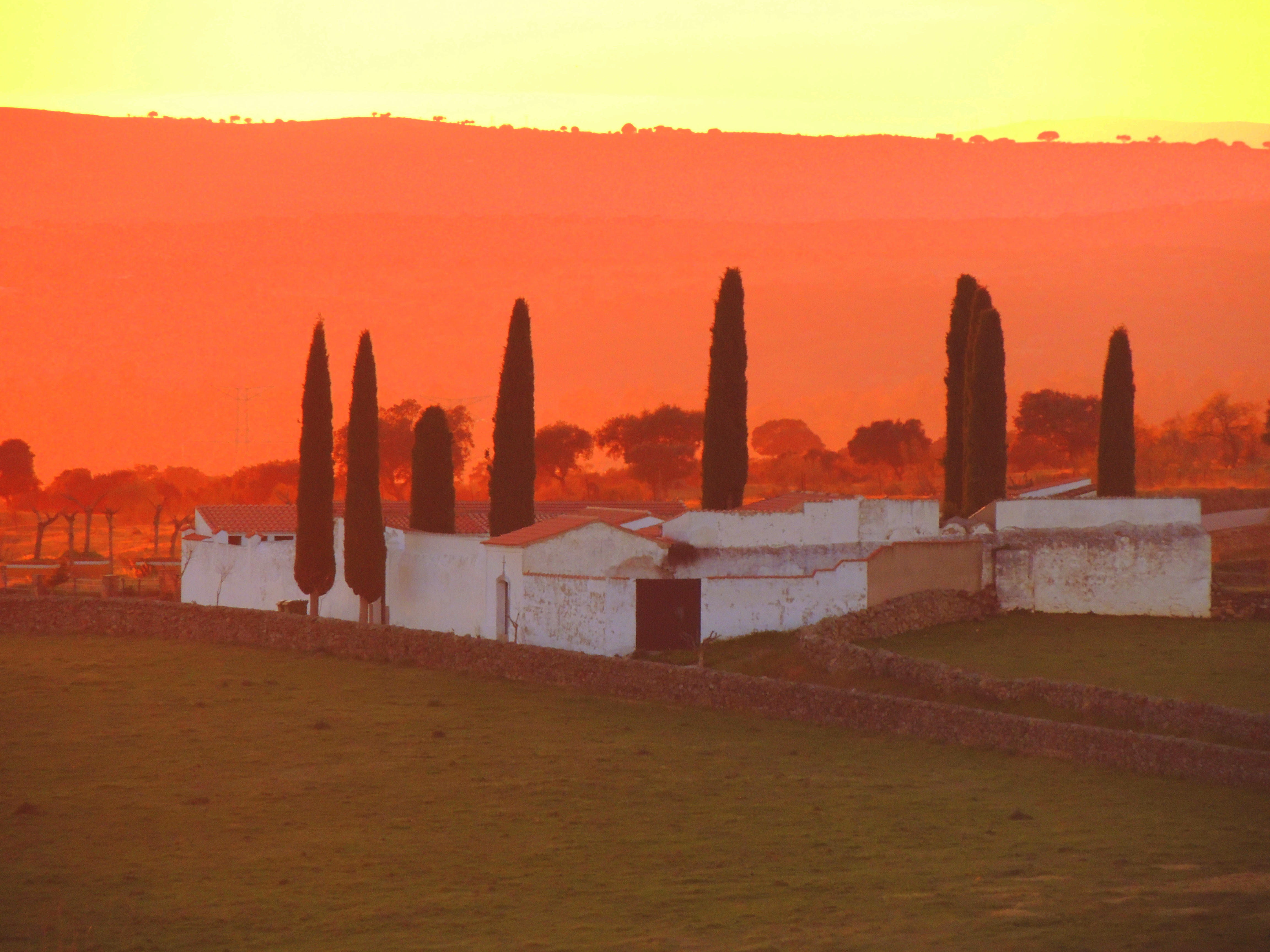